# Jacques Simon (maître verrier)
Pour les articles homonymes, voir Simon et Jacques Simon.
Jacques Simon, né le 10 mars 1890 à Reims où il est mort le 10 mars 1974, est un peintre et vitrailliste français. Il a travaillé pour des artistes et des bâtiments de renom.

## Biographie
Jacques Simon est le fils d'une dynastie de vitraillistes. Son grand-père Jean-Pierre (1813-1874) avait pour charge l'entretien et les réfections des fresques et vitraux de la cathédrale, il en avait fait un relevé sur calques qui servit de base pour un livre. Son père Pierre-Paul (1853-1917), en plus de continuer le travail sur la cathédrale, a exposé au Salon de Paris depuis 1890, à celui de Madrid en 1893, de Bruxelles en 1897, et à l'exposition internationale de Milan en 1906. Il a aussi été juge au tribunal de commerce de Reims entre 1885 et 1893. 
En collaboration avec Marc Chagall il a installé des vitraux pour la cathédrale Notre-Dame de Reims. Il avait par avant participé à la sauvegarde des vitraux de la cathédrale en les démontant sous les bombardements avec l'aide des pompiers de la ville puis en les restaurant et les installant sous la supervision de Henri Deneux.
Il repose au Cimetière du Nord de Reims.
Son atelier, situé au 44 rue Ponsardin, a été continué par sa fille Brigitte et son gendre Charles Marq.
Une voie de Reims honore sa mémoire.

## Galerie

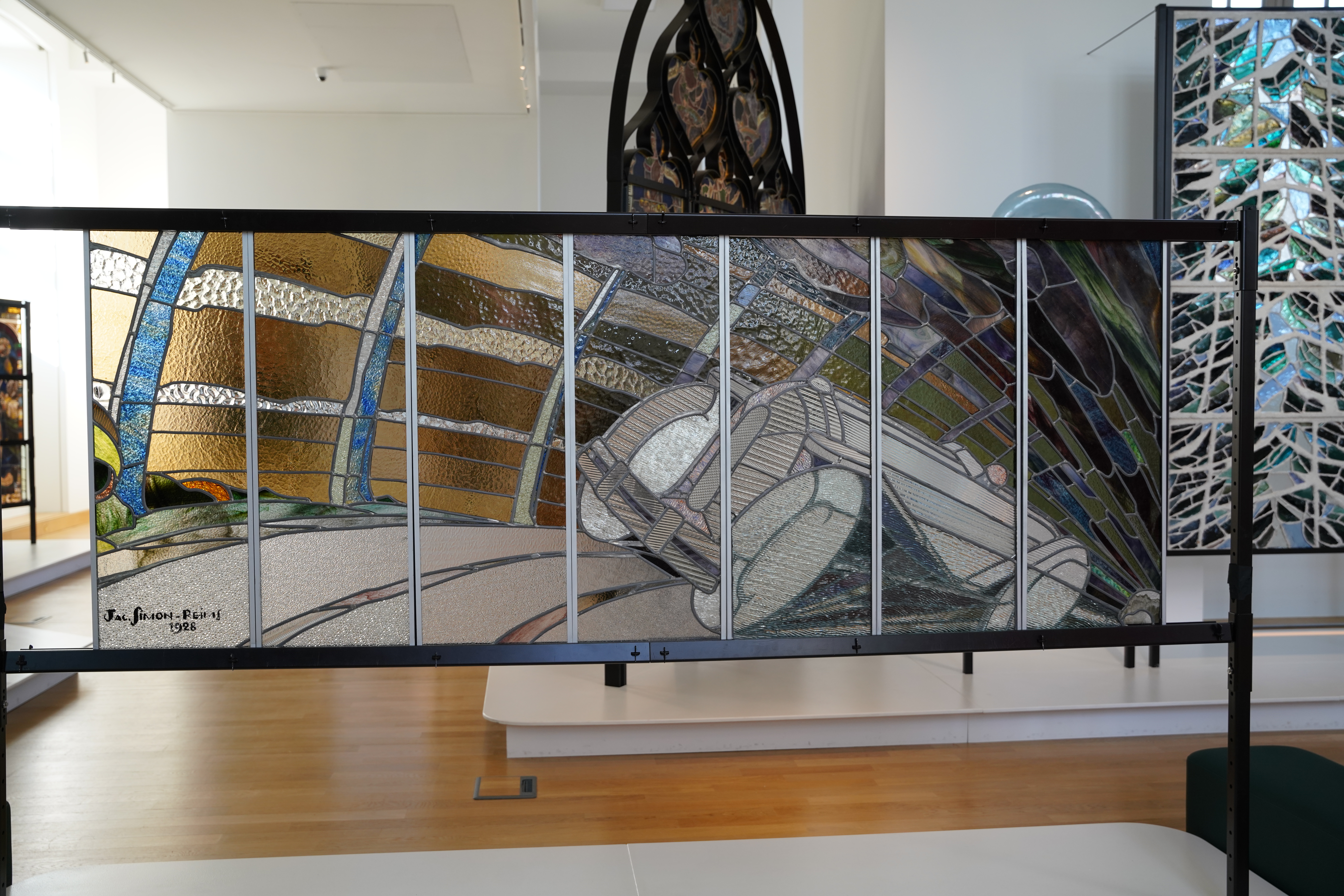
La vitesse (1928) oeuvre présentée à la Cité du Vitrail.